# Doryporella spathulifera
Doryporella spathulifera är en mossdjursart som först beskrevs av Smitt 1868.  Doryporella spathulifera ingår i släktet Doryporella och familjen Doryporellidae. Inga underarter finns listade i Catalogue of Life.